# 光幻視

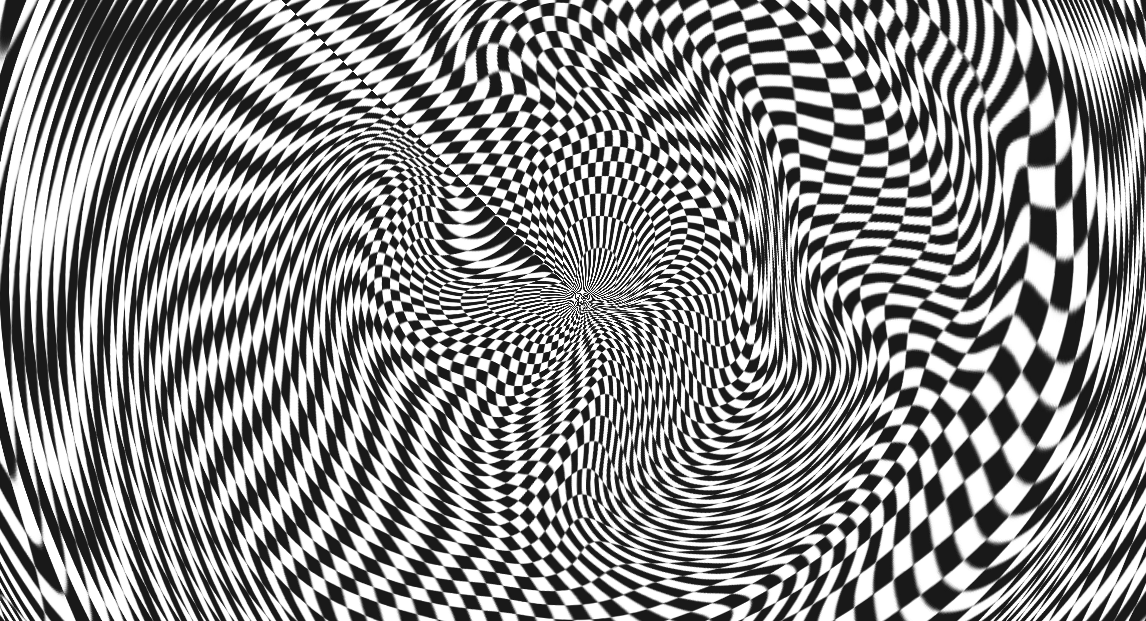
藝術家描繪由視網膜刺激形成的光幻視

光幻視（英語：phosphene）是在没有光实际上进入眼睛的情况下看到光的现象。英文Phosphene來自於希臘語（光）與（展現）。 由運動或聲音誘導的光幻視可能與視神經神經炎有關。
光幻視的產生方式有：透過對視網膜或視覺皮層使用機械、電磁刺激；隨機觸發視覺系統的細胞；直接壓迫眼球使視網膜產生電子訊號，最後在視覺中樞產生影像，另外冥想者（禪那）、長期忍受沒有視覺刺激的人（囚犯的電影院）、使用迷幻藥的人也有光幻視的情況。